# 大日本麦酒
大日本麦酒株式会社（だいにっぽんびーる、 Dainippon Brewery Company Limited）は、かつて日本に存在したビールメーカーである。現在のアサヒビールやサッポロビールなどの前身であり、韓国のハイトビールとも歴史的繋がりがある。
主な製品は、恵比寿、サッポロ、アサヒビールなど。

## 歴史
1906年3月に、大阪麦酒（アサヒビールの前身）、日本麦酒（恵比寿ビールを製造していた）、札幌麦酒（サッポロビールの前身）が合併して誕生した。日本麦酒の馬越恭平社長（三井物産重役）が中心となり実現したこの「大合同」により、合併時の市場占有率は約7割に近づいた(ヱビス、サッポロ、アサヒの商標で1935年の市場占有率65%)。合併前の厳しい市場競争で三井系の日本麦酒の経営が危機に陥りかけたため、馬越恭平は内閣に働きかけ「国内の過当競争排除と輸出の促進、 資本の集中化を図るための」合併勧告を引き出した。
その後、1907年に東京ビールを製造していた東京麦酒を買収。1933年には日本麦酒鑛泉（ユニオンビール・三ツ矢サイダーを製造販売。根津嘉一郎経営）を、また1943年には桜麦酒（サクラビールを製造販売。1929年に帝国麦酒から社名変更。旧鈴木商店系）を合併した。一方で朝鮮市場向けのビールを製造するために、地元資本と折半して資本金600万円で1933年8月に朝鮮麦酒株式会社、2020年現在のハイトビール(ハイト眞露)を設立。ハイトは現在韓国でビールシェア一位である。
第一次世界大戦の戦後処理として、ドイツ租借地であった中国・青島が日本の管理下におかれたことを受け、ドイツ資本によって建てられた青島ビールの経営権を1914年に取得し、1945年まで大日本麦酒が自社工場として経営した。
戦後の1949年、財閥解体のあおりを受ける形で過度経済力集中排除法の適用を受け、朝日麦酒（現・アサヒグループホールディングス）と日本麦酒（現・サッポロホールディングス）に分割された。

## 沿革

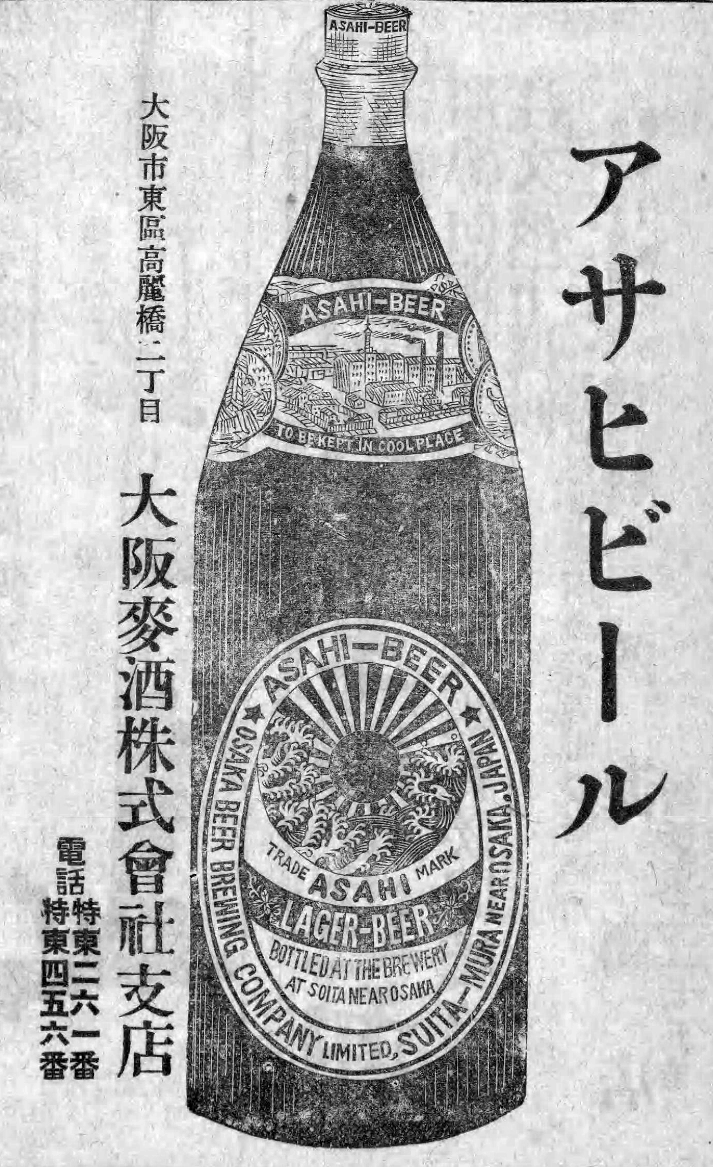
大阪麦酒株式会社（1906年）

- 1906年3月26日 - 大阪麦酒・日本麦酒・札幌麦酒の3社合同により、大日本麦酒株式会社を設立[1][2]。馬越恭平が社長に就任[3]。
- 1909年6月10日 - 清涼飲料水「シトロン」発売。
- 1911年5月23日 - 清涼飲料水「ナポリン」発売。
- 1914年3月21日 - 清涼飲料水「リボンラズベリー」「リボンタンサン」発売。
- 1921年4月30日 - 博多工場竣工。
- 1923年6月6日 - 名古屋工場竣工。
- 1927年4月 - 「アサヒ生特大瓶2リットル」発売。
- 1930年 - 純粋ビール酵母製剤「エビオス錠」発売。
- 1933年
  - 7月19日 - 日本麦酒鑛泉を合併、川口工場・半田工場・初島工場・西宮工場・平野分工場を追加。
  - 8月 - 麦酒合同販売株式会社を設立。
- 1935年 - 「アサヒスタウト」発売。
- 1937年
  - 2月 - 高橋龍太郎が社長に就任。
  - 8月 - 「アサヒスタッビー」発売。
- 1942年 - 大日本麦酒健康保険組合連合会結成。
- 1943年
  - 5月 - ビールメーカー各社の商標が廃止され、各社ともラベルは「麦酒（家庭用・業務用）」に統一される。
  - 11月 - 桜麦酒を合併、門司工場とする。
- 1944年6月21日 - 財団法人大日本麦酒科学研究所設立。
- 1946年
  - 4月21日 - 大日本麦酒従業員組合連合会結成。
  - 12月 - 財団法人大日本麦酒科学研究所を財団法人目黒科学研究所に改称。
- 1948年2月8日 - 過度経済力集中排除法に基づく指定会社に。
- 1949年9月1日 - 大日本麦酒解散。後継会社として朝日麦酒と日本麦酒の2社が発足。
- 1952年3月26日 - 大日本麦酒、清算業務終了。

## 工場一覧
| 工場名       | 所在地               | 操業開始年月 | 前身                                    | 備考         |
| ------------ | -------------------- | ------------ | --------------------------------------- | ------------ |
| 札幌第一工場 | 北海道札幌市         | 1876年9月    | 元札幌麦酒工場→1906年3月大日本          | 日本麦酒継承 |
| 札幌第二工場 | 北海道札幌市         | 1890年       | 元札幌製糖工場→1906年3月大日本          | 日本麦酒継承 |
| 吾妻橋工場   | 東京都墨田区         | 1901年9月    | 元札幌麦酒東京工場→1906年3月大日本      | 朝日麦酒継承 |
| 目黒工場     | 東京都目黒区         | 1889年       | 元日本麦酒工場→1906年3月大日本          | 日本麦酒継承 |
| 川口工場     | 埼玉県川口市         | 1923年2月    | 日本麦酒鑛泉→1933年7月大日本            | 日本麦酒継承 |
| 半田工場     | 愛知県半田市         | 1898年       | 加富登麦酒→日本麦酒鑛泉→1933年7月大日本 | 1943年閉鎖   |
| 名古屋工場   | 愛知県名古屋市千種区 | 1923年6月    |                                         | 日本麦酒継承 |
| 西宮工場     | 兵庫県西宮市         | 1927年10月   | 日本麦酒鑛泉→1933年7月大日本            | 朝日麦酒継承 |
| 初島工場     | 兵庫県尼崎市         | 1918年       | 日本製壜→1933年7月大日本                | 1934年閉鎖   |
| 平野分工場   | 兵庫県川西市         | 1884年       | 帝国鉱泉→日本麦酒鑛泉→1933年7月大日本   | 朝日麦酒継承 |
| 吹田工場     | 大阪府吹田市         | 1891年10月   | 元大阪麦酒工場→1906年3月大日本          | 朝日麦酒継承 |
| 博多工場     | 福岡県福岡市博多区   | 1921年4月    |                                         | 朝日麦酒継承 |
| 門司工場     | 福岡県北九州市門司区 | 1913年4月    | 元帝国麦酒工場→1943年11月大日本         | 日本麦酒継承 |

## ブランド

### ビール

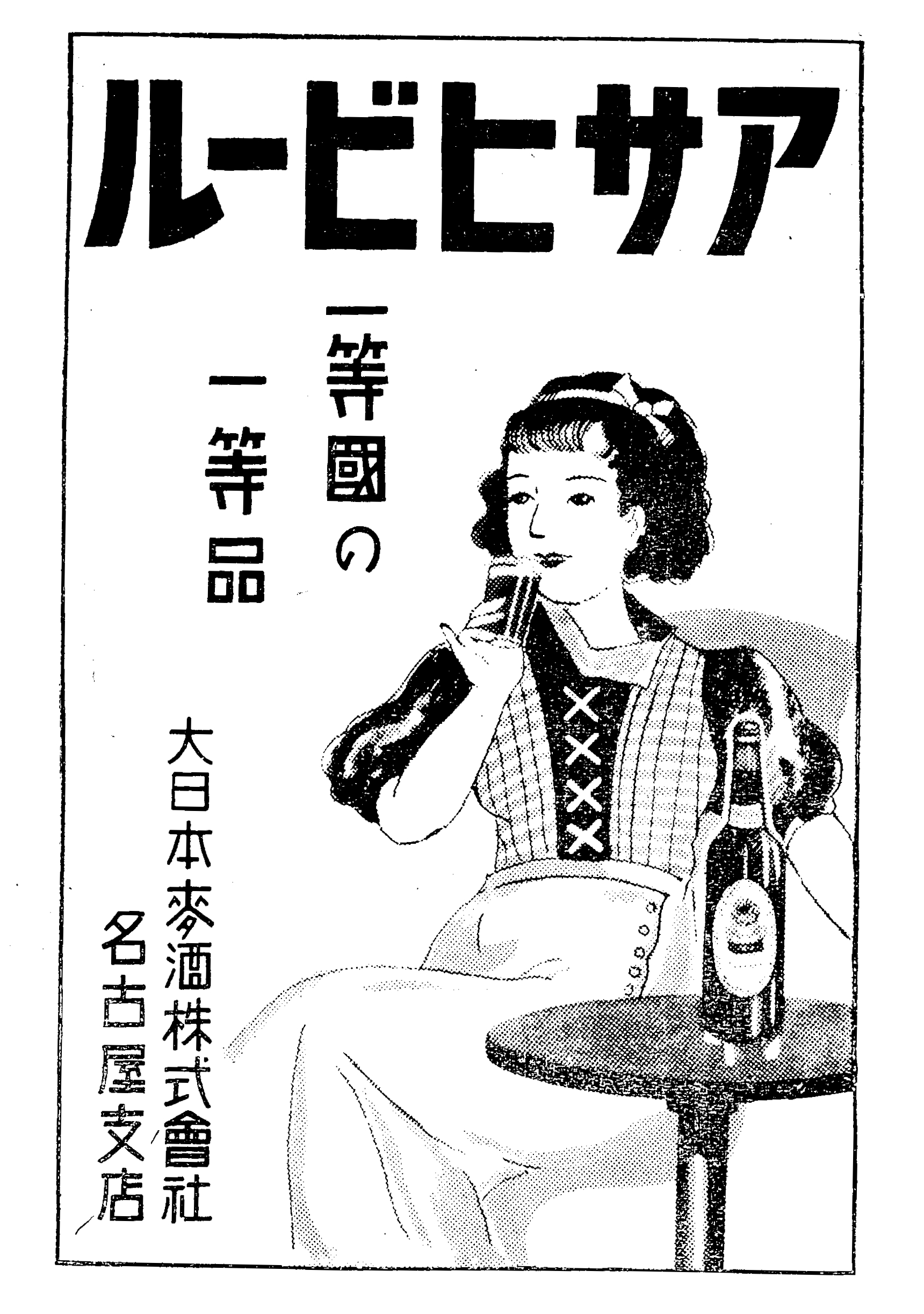
大日本麦酒時代のアサヒビール広告（1937年）

- アサヒビール 吹田・名古屋・博多工場で製造。西日本で販売。飲料店向けに「特製アサヒ生ビール」も製造販売していた。トレードマークは海洋に朝日。
- サッポロビール 札幌・吾妻橋工場で製造。東日本で販売。飲料店向けに「特製サッポロ生ビール」も製造販売していた。トレードマークは赤星。
- ヱビスビール 目黒工場で製造。首都圏で販売。現在のようなプレミアムビールではなかった。飲料店向けに「特製ヱビス生ビール」も製造販売していた。トレードマークは恵比寿神。
- ユニオンビール 日本麦酒鑛泉より承継。川口・半田・西宮工場で製造し、全国で販売していた。飲料店向けに「特製ユニオン生ビール」も製造販売していた。トレードマークは収穫の女神。アサヒビールが承継し、戦後も輸出用として一時期製造されていた。
- カブトビール 日本麦酒鑛泉より承継。半田工場で製造し、全国で販売していた。トレードマークは兜。2005年から復刻版が販売されている。
- 東京ビール 東京麦酒より承継してしばらく製造販売していた。トレードマークはニワトリ。
- シーズンビール プレミアムビール。通常のビールビンではなく、無色透明のビンに詰められていた。トレードマークはニワトリ。
- ビタミンビール ビタミン包有のプレミアムビール。トレードマークは頭文字の「VB」。アサヒビールが商標権を承継。
- ミュンヘンビール 大日本麦酒成立後の一時期製造販売していた。
- 青島ビール 1914年（大正3年）青島のアングロ・ジャーマン・ブルワリーを買収して製造開始。1945年終戦に伴い権利消失。2009年までアサヒビールが現地生産の生ビールとして輸入販売を行っていたが、その後は日本ビールに販売権が移ったと同時にラガービールに変更された。　2014年からは池光エンタープライズに販売権が移行。
- アサヒスタウト スタウトビール。
- アサヒ黒ビール 黒ビール。西日本で販売。
- サッポロ黒ビール 黒ビール。東日本で販売。

### 清涼飲料
- リボンシトロン ポッカサッポロフード&ビバレッジが承継。
- リボンナポリン ポッカサッポロフード&ビバレッジが承継。現在は北海道のみで販売。
- リボンラズベリー
- リボンタンサン
- 三ツ矢シャンペンサイダー 日本麦酒鑛泉より承継。アサヒ飲料が承継。
- 金線サイダー 日本麦酒鑛泉より承継。

### その他
- モルトコーヒー 麦酒製造時の副産物を使用。
- エビオス ビール酵母製剤。アサヒグループ食品が承継。